# Per Åhlin

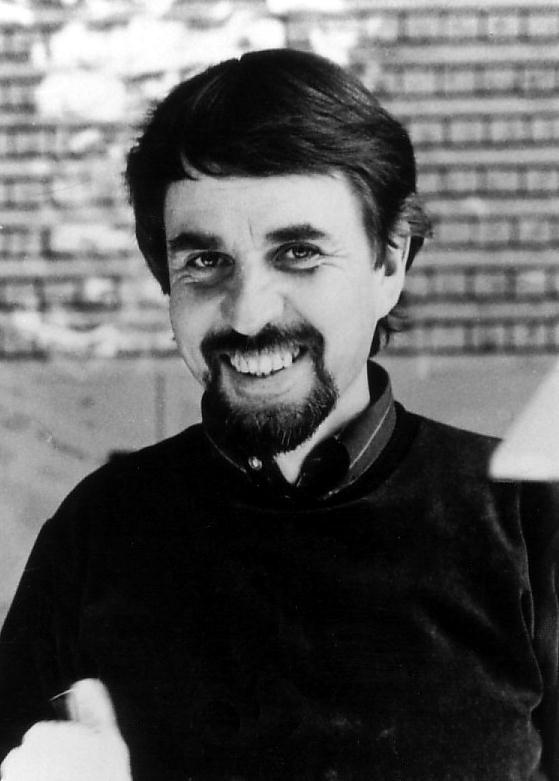
Per Åhlin omkring 1967.

Per Johan Axel Åhlin, född 7 augusti 1931 i Hofors i Gävleborgs län, död 1 maj 2023 i Malmö, var en svensk konstnär, tecknare, teaterdekoratör, animatör och filmregissör. Han är känd för sina animerade filmer, däribland Sagan om Karl-Bertil Jonssons julafton.

## Biografi
Per Åhlin var son till Axel Åhlin (1892–1975) och Lilly Augusta Åhlin, född Lundkvist (1895–1977), och växte upp i Åby utanför Växjö. Han var i sin yrkesroll autodidakt, och han började som reklamtecknare och illustratör vid en reklambyrå i Malmö. Efter att han arbetat en kort tid sökte han sig till teatern som dekoratör. Han var verksam vid teatrar i Helsingborg, Ålborg, Köpenhamn, Stockholm och slutligen Malmö, där han även var regissör vid Teater 23 från 1959. I början av 1960-talet kom hans första animationer som visades i TV-programmet Söndagsbilagan, men redan 1957 blev en av hans affischer använd i Danmark då ”Rådet för större trafiksäkerhet” lanserade sin första säkerhetsbälteskampanj och den nationellt kända kampanjen ”Pas på mig” (Ta hand om mig). Affischen används fortfarande som skylt på vägarna runt om i Danmark för att uppmärksamma trafikanter på att här är lekande barn.
Åhlin engagerade för Hasseåtages produktion Svenska bilder 1964. Han kom att arbeta med flera av Hasseåtages filmer, däribland animationer i filmer som Mannen som slutade röka (1972), Ägget är löst! (1975) och Picassos äventyr (1978).
Åhlin startade 1967, under arbetet med I huvet på en gammal gubbe, produktionsbolaget Pennfilm Studio AB beläget i Hököpinge. År 1974 kom filmen Dunderklumpen!, som Åhlin fick en Guldbagge för 1975 med motiveringen "för hans djupt självständiga animation". 1979–82 följde den animerade TV-serien om Alfons Åberg.
Han har som illustratör bland annat formgivit barnskivan Goda’ goda’. Han har också gjort omslagen till många av ljudböckerna utgivna av ljudboksförlaget AB Svenska Ljud Audioförlag samt ett antal omslag för Wahlström & Widstrands förlag och Vidar Forsbergs pocketbokserie.
Åhlins originalteckningar till filmen om Karl-Bertil Jonssons julafton ställdes 2002 ut på Seriegalleriet i Stockholm. Som konstnär ställde han bland annat ut tillsammans med Gunnar Frieberg i Limhamn 1962, och han medverkade i ett flertal reklam-, affisch- och bokkonstutställningar. Åhlin finns representerad vid bland annat Nationalmuseum i Stockholm.
Bland hans oavslutande projekt märktes Hoffmanns ögon, vilken bygger på berättelser av E.T.A. Hoffmann, Det blåser på månen baserad på boken med samma namn och originalberättelsen Den magiska saxofonen.

## Utmärkelser och priser
- 1962 – Åhlén & Åkerlunds stora journalistpris
- 1968 – Chaplin-priset för I huvet på en gammal gubbe
- 1974 – Chaplin-priset för Dunderklumpen!
- 1975 – Guldbaggen, Juryns specialbagge för Dunderklumpen!
- 1990 – Guldbaggen för kreativa insatser för Resan till Melonia
- 1991 – Kristallen för Resan till Melonia
- 1994 – Knut V. Pettersson-stipendiet
- 2004 – Priset Il Tempo Gigante på Fredrikstad Animation Festival, Norge[14]
- 2006 – Gullspira[15]
- 2007 – Sydsvenska Dagbladets kulturpris
- 2008 – Tage Danielsson-priset
- 2014 – Lidmanpriset
- 2014 – Emilpriset
- 2016 – Östra Göinges filmpris[16]
- 2017 – Per Ganneviks filmstipendium
- 2017 – Golden Gunnar Life Time Achievement
- 2018 –  Litteris et Artibus av 8:e storleken i guld för framstående konstnärliga insatser som illustratör och animatör[17]

## Filmografi

### Långfilmer
| År   | Titel                                         | Uppdrag |
| ---- | --------------------------------------------- | --- |
| 1964 | Svenska bilder                                | Förtexter |
| 1968 | I huvet på en gammal gubbe                    | Animationsregi och design                                                                                           |
| 1972 | Mannen som slutade röka                       | Animerad sekvens |
| 1974 | Dunderklumpen!                                | Regi och design |
| 1975 | Ägget är löst                                 | Animerad sekvens |
| 1979 | Picassos äventyr                              | Förtexter, glasmålningar, animationer och samtliga Picassotavlor, samt för dekor och kostym till den ryska baletten |
| 1979 | Jag är med barn                               | Animerad sekvens |
| 1981 | SOPOR                                         | För- och eftertexter samt animerade sekvenser                                                                       |
| 1989 | Resan till Melonia                            | Regi och design samt manus tillsammans med Karl Rasmusson                                                           |
| 1992 | Jönssonligan och den svarta diamanten         | Förtexter samt en animerad sekvens gjord tillsammans med Peter Jando                                                |
| 2000 | Hundhotellet                                  | Regi och design samt manus tillsammans med Hans Åke Gabrielsson                                                     |
| 2006 | Lilla spöket Laban                            | Design samt regi till ett avsnitt och supervisor till långfilmen                                                    |
| 2007 | Lilla Spöket Laban - Spökdags                 | Design samt regi till ett avsnitt och supervisor till långfilmen                                                    |
| 2008 | Lilla Spöket Laban - Världens snällaste spöke | Design samt regi till två avsnitt och supervisor till långfilmen                                                    |
| 2009 | Lilla Spöket Laban - Buller och Bång          | Design samt regi till ett avsnitt och supervisor till långfilmen                                                    |
| 2011 | Var inte rädd Långa Farbrorn                  | Design och supervisor                                                                                               |
| 2012 | Lilla Anna och Långa farbrorn                 | Design samt regi till ett avsnitt och supervisor till långfilmen                                                    |
| 2013 | Emil & Ida i Lönneberga                       | Design efter Björn Bergs teckningar samt regi                                                                       |

### Kortfilmer
| År       | Titel                                  | Uppdrag                   |
| -------- | -------------------------------------- | ------------------------- |
| 1960-tal | Cabaret Camera                         | Kortfilmer                |
| 1960-tal | Söndagsmagasinet                       | Kortfilmer                |
| 1960-tal | Alltid på en söndag                    | Kortfilmer                |
| 1971     | Samlarna                               | Regi och design           |
| 1974     | Strax                                  | Regi och design           |
| 1975     | Sagan om Karl-Bertil Jonssons julafton | Regi och design           |
| 1988     | Tre blommiga falukorvar                | Animationsregi och design |

### Film- och teveserier
| År        | Titel                 | Uppdrag                           |
| --------- | --------------------- | --------------------------------- |
| 1978-1998 | Alfons Åberg          | Regi till 15 filmer               |
| 1985-1996 | Lennart Hellsings ABC | Design samt regi till tre avsnitt |

### Television
| År   | Titel                                    | Uppdrag   |
| ---- | ---------------------------------------- | --------- |
| 1970 | Frida och hennes vän, TV-serie, TV Malmö | Scenograf |
| 1974 | Karl XII, TV-film, TV Malmö              | Scenograf |

## Teater

### Regi
| År   | Produktion                                            | Upphovsmän     | Teater    |
| ---- | ----------------------------------------------------- | -------------- | --------- |
| 1963 | Lektionen La Leçon                                    | Eugène Ionesco | Teater 23 |
| 1965 | Jacques eller underkastelsen Jacques ou la soumission | Eugène Ionesco | Teater 23 |

### Scenografi
| År          | Produktion                             | Upphovsmän                              | Regi           | Teater                   | Noter |
| ----------- | -------------------------------------- | --------------------------------------- | -------------- | ------------------------ | ----- |
| 1959        | Romanoff och Julia Romanoff and Juliet | Peter Ustinov Översättning Pär Rådström | Lennart Olsson | Helsingborgs stadsteater |       |
| 1959 – 1965 |                                        |                                         |                | Teater 23                |       |
| 1962        | Don Juan                               |                                         |                | Aalborg Teater, Aalborg  |       |
| 1963        | Don Juan                               |                                         |                | Folketeatret, Köpenhamn  |       |
| 1969        | Djur som inte                          |                                         |                | Dramaten/ Oscarsteatern  |       |
| 1969        | Spader Madame                          | Hans Alfredson och Tage Danielsson      |                | Oscarsteatern            |       |